# ناتاليا غوروفا
ناتاليا غوروفا (سابقا كوفالينكو) (من مواليد 1976) هي رامية من كازاخستان.
شاركت في دورة الألعاب الآسيوية 2006 في الدوحة بقطر.